# Romulea diversiformis
Romulea diversiformis là một loài thực vật có hoa trong họ Diên vĩ. Loài này được M.P.de Vos miêu tả khoa học đầu tiên năm 1953.